# استعاره عنادیه

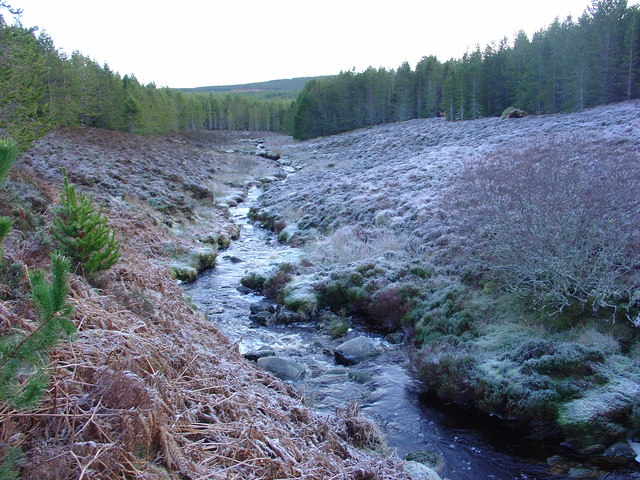
سوختگی یخ زدهدر واقع نام جویی است که به رودخانه‌ی اسکای میریزد اما نام آن یک بیان نقضی (پارادوکس) دارد

یک بیان نقیضی، تناقض ظاهری، ناسازه‌گویی یا استعارهٔ عنادیه ((به انگلیسی: Oxymoron) (از ریشهٔ یونانیِ ὀξύμωρον؛ به معنای لفظیِ «عاقلِ مجنون»)
ناسازه (Oxymoron) یا «ترکیب متناقض‌نما»، گونه‌ای صنعت بلاغی است که در آن دو واژه یا مفهوم ظاهراً متضاد در کنار هم قرار می‌گیرند تا معنایی تازه، تأثیرگذار یا طنزآمیز ایجاد کنند. این دو کلمه اگرچه در نگاه اول با هم ناسازگار به نظر می‌رسند، اما در بستر جمله یا متن معنای قابل‌درکی شکل می‌دهند.
تفاوت ناسازه با پارادوکس در این است که:
ناسازه ترکیبی از دو واژه متضاد است(سکوتِ گویا)اما پارادوکس جمله و یا عبارت کاملی است که در ظاهر تناقض گویی است،اما در عمق میتواند ارجاع به معنا یا حقیقتی داشته باشد.

## نمونه‌ها
- غم شیرین
- جوکِ جدّی
- قیام آرام
- فریادِ خاموش
- آرام بشتاب
- غم شیرین
- شب های روشن
- نور تاریک